# 553 (szám)
Az 553 (római számmal: DLIII) egy természetes szám, félprím, a 7 és a 79 szorzata.

## A szám a matematikában
A tízes számrendszerbeli 553-as a kettes számrendszerben 1000101001, a nyolcas számrendszerben 1051, a tizenhatos számrendszerben 229 alakban írható fel.
Az 553 páratlan szám, összetett szám, azon belül félprím, kanonikus alakban a 71 · 791 szorzattal, normálalakban az 5,53 · 102 szorzattal írható fel. Négy osztója van a természetes számok halmazán, ezek növekvő sorrendben: 1, 7, 79 és 553.
Az 553 négyzete 305 809, köbe 169 112 377, négyzetgyöke 23,51595, köbgyöke 8,20808, reciproka 0,0018083. Az 553 egység sugarú kör kerülete 3474,60147 egység, területe 960 727,30780 területegység; az 553 egység sugarú gömb térfogata 708 376 268,3 térfogategység.